# クレオパトラ (軽巡洋艦・2代)
|          | |
| 艦歴     | |
| 発注     | |
| 起工     | 1939年1月5日 |
| 進水     | 1940年3月27日 |
| 就役     | 1941年12月5日 |
| 退役     | |
| その後   | 1958年にスクラップとして売却 |
| 除籍     | |
| 性能諸元 | |
| 排水量   | 基準：5,600トン、満載：6,850トン |
| 全長     | 156m |
| 全幅     | 15.4m |
| 吃水     | 4.3m |
| 機関     | アドミラリティ式三胴型重油専焼水管缶 4基、パーソンズ式ギアード・タービン 4基、(62,000 shp)、4軸推進 |
| 最大速   | 32.25ノット |
| 航続距離 | 16ノットで6,824km(4,240 マイル) |
| 乗員     | 約480名 |
| 兵装     | (竣工時) 5.25インチ（133mm）連装砲 5基 2ポンド単装ポムポム砲（37mm/40mm pom-pom gun） 2門 2ポンド4連装ポムポム砲（37mm/40mm pom-pom gun） 2基 0.8インチ（20mm）単装機関砲 8門 21インチ（533mm）3連装魚雷発射管 2基 (1943年) 5.25インチ連装砲 4基 ボフォース Mk III 40mm単装機関砲 3門 0.8インチ連装機関砲 6基 0.8インチ単装機関砲 4門 21インチ3連装魚雷発射管 2基 |
| 装甲     | 舷側3インチ（76.19mm） 甲板1インチ（25.4mm） 砲塔2インチ（50.8mm） 隔壁1インチ（25.4mm） |

クレオパトラ (HMS Cleopatra, 33) は、1940年進水のイギリス海軍の軽巡洋艦。ダイドー級。

## 艦歴
「クレオパトラ」はヘブバーンのホーソン・レスリー社で1939年1月5日起工。1940年3月27日に進水し1941年12月5日に竣工した。
1942年2月、ジブラルタル経由でマルタへ移動。2月11日、マルタ到着。同日、爆撃を受けて損傷。マルタでの修理後アレクサンドリアへ移動、第15巡洋艦戦隊（15th Cruiser Squadron）所属となる。
1942年3月22日、「クレオパトラ」はフィリップ・ヴィアン少将の旗艦として第2次シルテ湾海戦に参加。イタリア艦隊との交戦中に、「クレオパトラ」は軽巡洋艦「ジョヴァンニ・デレ・バンデ・ネーレ」からの15.2cm砲弾が艦橋に命中、レーダーと無線室が破壊され死傷者を出した。
1942年6月、マルタへの輸送作戦の護衛としてヴィガラス作戦に参加。8月13日、ペデスタル作戦の陽動として実行されたMG4作戦でロドス島砲撃を実施。9月、マッサワで小規模修理と清掃のため入渠して5日後、ドックへの注水中に木製の盤木が破損して「クレオパトラ」の艦体はドック内で傾いた。しかしこの事故で艦体への損害はほとんどなかった。
11月と12月、マルタへの補給作戦ストーンエイジとポートカリスに参加。この後ボーヌを拠点とするQ部隊に加わる。
1943年1月23日、軽巡洋艦「ユーライアラス」などと共にリビアのズワーラを砲撃。
第12巡洋艦戦隊所属となり、1943年7月にハスキー作戦（シチリア島上陸）に参加。7月16日、イタリア潜水艦「エンリコ・ダンドロ」の攻撃で被雷損傷。1943年10月までマルタで応急修理の後、フィラデルフィア海軍工廠で本格的な修理を行う。この際、「クレオパトラ」にはポムポム砲とB砲塔の位置にボフォース4連装機銃が装備された。
1944年11月に修理は完了し、1945年にインド洋へ移った。日本の降伏後、1945年9月にシンガポールの再占領に参加。
戦後は修理のため1946年2月7日にポーツマスへ戻るまで第5巡洋艦戦隊（5th Cruiser Squadron）まで活動。イギリスへ戻った後は、本国艦隊や地中海艦隊に所属した。
地中海艦隊在籍時の1953年に、「クレオパトラ」はセシル・スコット・フォレスターの小説を原作とした映画「たった一人の戦い」の撮影に用いられ、架空の軽巡洋艦「エイムズベリー (HMS Amesbury)」と「ストラトフォード (HMS Stratford)」を演じた。
1953年2月12日に「クレオパトラ」は解役のためチャタム工廠へ戻る。同年6月、「クレオパトラ」はエリザベス2世女王戴冠記念観艦式に参加。1953年後半から1956年まで予備役戦隊旗艦を務める。1958年12月15日、「クレオパトラ」は解体のためニューポートのジョン・キャッシュモア社の解体場へ到着した。